# Jrawa
Jrawa est une commune rurale située dans la province de Berkane, dans la région de l’Oriental, au nord-est du Maroc. Ce village est connu pour son secteur agricole dynamique, où les cultures telles que l’olive, les agrumes et les céréales jouent un rôle clé dans l’économie locale. De plus, sa situation géographique, à proximité de Berkane, permet d’avoir un accès facilité aux infrastructures régionales, ce qui représente un atout pour son développement.
Un des projets majeurs de la commune est la construction d’une route en béton, qui est un élément central pour améliorer la mobilité et l’accès aux services essentiels, renforçant ainsi les liens économiques et sociaux avec les autres localités de la région. Bien que le projet ait rencontré des obstacles administratifs, il reste crucial pour l’avenir de Jrawa et la qualité de vie de ses habitants.
La commune s’engage activement dans des initiatives visant à améliorer le bien-être de ses habitants et à favoriser son développement à long terme.

## Histoire
La commune de Jrawa tire son nom de la tribu zénète des Djerawa, une branche de la grande confédération des Berbères zénètes. À l’origine, cette tribu était composée de nomades chameliers venus des régions libyennes, qui se sont progressivement installés dans les montagnes des Aurès, une région située dans l’actuelle Algérie. Les Djerawa ont joué un rôle important dans l’histoire de la région, en particulier pendant l’ère des royaumes berbères pré-arabes. 
La tribu est également connue pour être liée à Dihya, surnommée la “Reine Kahina”. Cette guerrière et cheffe militaire a dirigé la résistance berbère contre les invasions arabes au VIIe siècle, luttant farouchement pour préserver l’indépendance de son peuple face aux conquérants arabes. Son héritage et son rôle dans l’histoire berbère sont toujours célébrés et font partie intégrante de l’identité des Djerawa.

## Localisation
|         | Saïdia   |       |
| Berkane | Jrawa    | Ahfir |
|         | Fezouane |       |